# 圣保罗叙耶讷
圣保罗叙耶讷（法語：Saint-Paul-sur-Yenne，法語發音：[sɛ̃ pɔl syʁ jɛn]，意为“耶讷上方的圣保罗”；2024年之前名为圣保罗 (Saint-Paul)）是法国萨瓦省的一个市镇，属于尚贝里区。

## 地理
圣保罗叙耶讷（45°40'39"N, 5°47'5"E）面积13.25 平方千米，位于法国奥弗涅-罗讷-阿尔卑斯大区萨瓦省，该省份为法国东部省份，历史上为薩伏依的一部分，北起上萨瓦省，西接伊泽尔省和安省，南部和东部与上阿尔卑斯省和意大利接壤。
与圣保罗叙耶讷接壤的市镇（或旧市镇、城区）包括：布尔多、滨湖勒布尔歇、拉沙佩勒圣马丹、圣让德舍沃吕、特赖兹、耶讷。
圣保罗叙耶讷的时区为UTC+01:00、UTC+02:00（夏令时）。

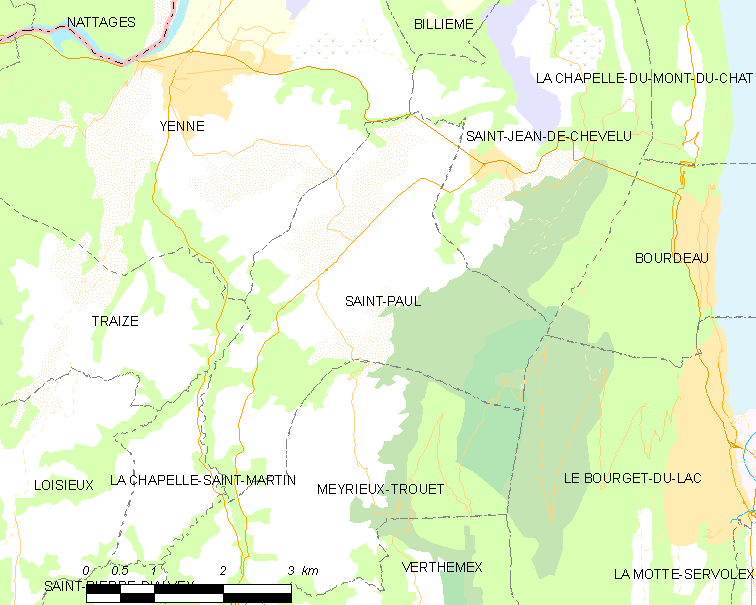
圣保罗叙耶讷的OSM定位图

## 行政
圣保罗叙耶讷的邮政编码为73170，INSEE市镇编码为73269。

## 政治
圣保罗叙耶讷所属的省级选区为萨瓦比热县。

## 人口

1962-2008年间圣保罗叙耶讷人口变化图示

圣保罗叙耶讷于2022年1月1日时的人口数量为750人。